# Canton d'Annonay-1
Le canton d'Annonay-1 est une circonscription électorale française du département de l'Ardèche, créée par le décret du 13 février 2014 et entrée en vigueur lors des élections départementales de 2015.
Il correspond à l'ancien canton d'Annonay-Nord auquel a été ajoutée la commune de Savas.

## Histoire
Un nouveau découpage territorial de l'Ardèche entre en vigueur en mars 2015, défini par le décret du 13 février 2014, en application des lois du 17 mai 2013 (loi organique 2013-402 et loi 2013-403). Les conseillers départementaux sont, à compter de ces élections, élus au scrutin majoritaire binominal mixte. Les électeurs de chaque canton élisent au Conseil départemental, nouvelle appellation du Conseil général, deux membres de sexe différent, qui se présentent en binôme de candidats. Les conseillers départementaux sont élus pour six ans au scrutin binominal majoritaire à deux tours, l'accès au second tour nécessitant 12,5 % des inscrits au premier tour. En outre la totalité des conseillers départementaux est renouvelée. Ce nouveau mode de scrutin nécessite un redécoupage des cantons dont le nombre est divisé par deux avec arrondi à l'unité impaire supérieure si ce nombre n'est pas entier impair, assorti de conditions de seuils minimaux. En Ardèche, le nombre de cantons passe ainsi de 33 à 17. Le canton d'Annonay-1 fait partie des huit nouveaux cantons du département, les neuf autres cantons portant la dénomination d'un ancien canton, mais avec des limites territoriales différentes.

## Représentation
| Période élective | Période élective | Mandat | Mandat   | Identité              | Nuance | Nuance | Qualité                                                                              |
| ---------------- | ---------------- | ------ | -------- | --------------------- | ------ | ------ | ------------------------------------------------------------------------------------ |
| 2015             | 2021             | 2015   | 2021     | Camille Jullien       |        | DVD    | Conseillère municipale de Davézieux                                                  |
| 2015             | 2021             | 2015   | 2021     | Marc-Antoine Quenette |        | LR     | Conseiller municipal d'Annonay Président du groupe "Ardèche Avenir"                  |
| 2021             | 2028             | 2021   | en cours | Martine Ollivier      |        | DVD    | Maire de Saint-Cyr Conseiller(e) départemental(e) délégué(e) chargé du logement      |
| 2021             | 2028             | 2021   | en cours | Marc-Antoine Quenette |        | LR     | Conseiller sortant, 4ème vice-président du conseil départemental, chargé du logement |

### Résultats détaillés

#### Élections de mars 2015
À l'issue du 1er tour des élections départementales de 2015, deux binômes sont en ballottage : Camille Jullien et Marc-Antoine Quenette (UMP, 35,27 %) et Céline Bonnet et Xavier Lautier (Union de la Gauche, 31,06 %). Le taux de participation est de 49,47 % (7 152 votants sur 14 458 inscrits) contre 55,97 % au niveau départemental et 50,17 % au niveau national.
Au second tour, Camille Jullien et Marc-Antoine Quenette (UMP) sont élus avec 55,34 % des suffrages exprimés et un taux de participation de 49,51 % (3 610 voix pour 7 158 votants et 14 457 inscrits).

#### Élections de juin 2021
Le premier tour des élections départementales de 2021 est marqué par un très faible taux de participation (33,26 % au niveau national). Dans le canton d'Annonay-1, ce taux de participation est de 30 % (4 369 votants sur 14 565 inscrits) contre 37,36 % au niveau départemental. À l'issue de ce premier tour, deux binômes sont en ballottage : Martine Ollivier et Marc-Antoine Quenette (Union à droite, 42,47 %) et Claire Baud et Jérôme Vincent (DVG, 26,02 %).
Le second tour des élections est marqué une nouvelle fois par une abstention massive équivalente au premier tour. Les taux de participation sont de 34,3 % au niveau national, 40,7 % dans le département et 33,88 % dans le canton d'Annonay-1. Martine Ollivier et Marc-Antoine Quenette (Union à droite) sont élus avec 58,75 % des suffrages exprimés (2 757 voix pour 4 936 votants et 14 569 inscrits),,.

## Composition
| Nom                             | Code Insee | Intercommunalité       | Superficie (km2) | Population (dernière pop. légale)                | Densité (hab./km2) | Modifier                                    |
| ------------------------------- | ---------- | ---------------------- | ---------------- | ------------------------------------------------ | ------------------ | ------------------------------------------- |
| Annonay (bureau centralisateur) | 07010      | CA Annonay Rhône Agglo | 21,20            | Fraction : 10 215 (2022) Commune : 17 222 (2022) | 812                | modifier les données · modifier les données |
| Boulieu-lès-Annonay             | 07041      | CA Annonay Rhône Agglo | 9,45             | 2 255 (2022)                                     | 239                | modifier les données · modifier les données |
| Davézieux                       | 07078      | CA Annonay Rhône Agglo | 5,59             | 3 181 (2022)                                     | 569                | modifier les données · modifier les données |
| Saint-Clair                     | 07225      | CA Annonay Rhône Agglo | 5,81             | 1 292 (2022)                                     | 222                | modifier les données · modifier les données |
| Saint-Cyr                       | 07227      | CA Annonay Rhône Agglo | 8,12             | 1 430 (2022)                                     | 176                | modifier les données · modifier les données |
| Saint-Marcel-lès-Annonay        | 07265      | CA Annonay Rhône Agglo | 16,61            | 1 378 (2022)                                     | 83                 | modifier les données · modifier les données |
| Savas                           | 07310      | CA Annonay Rhône Agglo | 12,44            | 896 (2022)                                       | 72                 | modifier les données · modifier les données |
| Canton d'Annonay-1              | 0701       |                        |                  | 20 647 (2022)                                    |                    | modifier les données                        |

Le canton d'Annonay-1 comprend :
1. Six communes entières,
2. La partie de la commune d'Annonay située au nord et à l'est d'une ligne définie par l'axe des voies et limites suivantes : depuis la limite territoriale de la commune de Boulieu-lès-Annonay, avenue Ferdinand janvier, chemin de la Convalescence, allée de Beauregard, corniche de Montmiandon, chemin de la Croze, chemin Mignot, rue Font-Chevalier, rue Saint-Prix-Barou, rue Melchior-de-Vogüé, rue Boissy-d'Anglas, route Levert, rue Vidal, rue Fernand-Duchier, rue Montgolfier, montée du Savel, limite de l'annexe du lycée Saint-Denis, montée de la Croix-de-l'Heaume, route de Californie, avenue Daniel-Mercier, chemin de Porte-Broc, chemin des Grailles, avenue Rhin-et-Danube, chemin de Villedieu, jusqu'à la limite territoriale de la commune de Davézieux.

## Démographie
En 2022, le canton comptait 20 647 habitants, en évolution de +4,01 % par rapport à 2016 (Ardèche : +2,48 %, France hors Mayotte : +2,11 %).
| 2013   | 2018   | 2022   |
| ------ | ------ | ------ |
| 19 274 | 20 026 | 20 647 |